# 玉東町立玉東中学校
玉東町立玉東中学校（ぎょくとうちょうりつぎょくとうちゅうがっこう）は、熊本県玉名郡玉東町白木にある中学校。

## 沿革
- 1947年4月1日 - 山北村立山北中学校、木葉村立木葉中学校創立
- 1955年 - 玉東村新設に伴い、玉東村立山北中学校、玉東村立木葉中学校となる。
- 1965年 - 統合し、玉東村立玉東中学校となる。
- 1967年 - 町制施行に伴い、玉東町立玉東中学校となる。

## 著名な出身者
- 児玉亮涼（プロ野球選手）
- 続素美代（登山家、翻訳家）